# Pont-de-Ruan
Pont-de-Ruan é uma comuna francesa na região administrativa do Centro, no departamento Indre-et-Loire. Estende-se por uma área de 5,76 km². Em 2010 a comuna tinha 1 215 habitantes (densidade: 210,9 hab./km²).